# Regione ecclesiastica Puglia
La regione ecclesiastica Puglia è un ente ecclesiastico dotato di personalità giuridica eretto dalla Santa Sede ed è una delle sedici regioni ecclesiastiche in cui è suddiviso il territorio della Chiesa cattolica in Italia.
Il suo territorio coincide con quello dell'omonima regione della Repubblica Italiana, con l'unica eccezione del comune di Anzano di Puglia che è invece aggregato alla diocesi di Ariano Irpino-Lacedonia nell'ambito della regione ecclesiastica Campania.

## Storia
Con la circolare della Congregazione dei vescovi e regolari del 24 agosto 1889 vennero istituite le Conferenze Episcopali Regionali. Il contenuto della circolare riportava un riferimento di papa Leone XIII in cui invitata l'episcopato italiano a riunirsi 
(Leone XIII)
Secondo la circolare del 1889, le «Puglie» comprendevano «le provincie ecclesiastiche di Bari, Brindisi, Manfredonia, Otranto, Taranto, Trani-Barletta, più le sedi immediatamente soggette di Foggia, Gravina e Montepeloso (Irsina), Molfetta-Giovinazzo e Terlizzi, Monopoli, Nardò, Troia e l'Abazia nullius di Altamura e Acquaviva». La Puglia ecclesiastica non coincideva con quella amministrativo-civile, poiché alla conferenza dei vescovi pugliesi non partecipavano le diocesi di Capitanata facenti parte della provincia beneventana. La prima conferenza dell'episcopato pugliese si tenne a Bari il 14 ottobre 1892, a tre anni dalla circolare romana e dopo che si erano riuniti già in Conferenza i vescovi sardi (1890), veneti (1890), umbri (1891), siciliani (1891) e piceni (nel marzo del 1892). La prima conferenza fu presieduta dall'allora arcivescovo di Bari-Canosa, Ernesto Mazzella e ebbe come segretario Casimiro Gennari, vescovo di Conversano.

## La regione ecclesiastica oggi

### Statistiche
Dati statistici secondo l'Annuario pontificio 2024:
- Superficie in km²: 19.767
- Abitanti: 4.168.619
- Parrocchie: 1.058
- Numero dei sacerdoti secolari: 1.635
- Numero dei sacerdoti regolari: 648
- Numero dei diaconi permanenti: 260

### Suddivisione
Questa regione ecclesiastica comprende 19 diocesi che formano 4 province ecclesiastiche, secondo la seguente articolazione:
- Provincia ecclesiastica di Bari-Bitonto
  - Arcidiocesi di Bari-Bitonto, sede metropolitana
  - Arcidiocesi di Trani-Barletta-Bisceglie
  - Diocesi di Altamura-Gravina-Acquaviva delle Fonti
  - Diocesi di Andria
  - Diocesi di Conversano-Monopoli
  - Diocesi di Molfetta-Ruvo-Giovinazzo-Terlizzi
- Provincia ecclesiastica di Lecce
  - Arcidiocesi di Lecce, sede metropolitana
  - Arcidiocesi di Otranto
  - Arcidiocesi di Brindisi-Ostuni
  - Diocesi di Nardò-Gallipoli
  - Diocesi di Ugento-Santa Maria di Leuca
- Provincia ecclesiastica di Taranto
  - Arcidiocesi di Taranto, sede metropolitana
  - Diocesi di Oria
  - Diocesi di Castellaneta
- Provincia ecclesiastica di Foggia
  - Arcidiocesi di Foggia-Bovino, sede metropolitana
  - Arcidiocesi di Manfredonia-Vieste-San Giovanni Rotondo
  - Diocesi di San Severo
  - Diocesi di Cerignola-Ascoli Satriano
  - Diocesi di Lucera-Troia

## Conferenza episcopale pugliese
La Conferenza episcopale pugliese (C.E.P.) è un organo collegiale che riunisce tutti i vescovi delle diocesi afferenti alla Regione ecclesiastica Puglia. La sede dell'assemblea è nella città di Bari, mentre quella legale è Molfetta, presso il Seminario regionale.
- Presidente: Giuseppe Satriano, arcivescovo metropolita di Bari-Bitonto[8]
- Vicepresidente: Giovanni Intini, arcivescovo di Brindisi-Ostuni[8]
- Segretario: Giuseppe Favale, vescovo di Conversano-Monopoli[8][9]

### Arcivescovi e vescovi
| Vescovo           | Vescovo                     | Vescovo                                                                 | Stemma            |
| Vescovi in carica | Vescovi in carica           | Vescovi in carica                                                       | Vescovi in carica |
| ----------------- | --------------------------- | ----------------------------------------------------------------------- | ----------------- |
|                   | Giuseppe Satriano           | - Arcivescovo metropolita di Bari-Bitonto                               |                   |
|                   | Giovanni Intini             | - Arcivescovo di Brindisi-Ostuni                                        |                   |
|                   | Giuseppe Favale             | - Vescovo di Conversano-Monopoli                                        |                   |
|                   | Ciro Miniero                | - Arcivescovo metropolita di Taranto                                    |                   |
|                   | Giorgio Ferretti            | - Arcivescovo metropolita di Foggia-Bovino                              |                   |
|                   | Angelo Raffaele Panzetta    | - Arcivescovo metropolita di Lecce                                      |                   |
|                   | Leonardo D'Ascenzo          | - Arcivescovo di Trani-Barletta-Bisceglie                               |                   |
|                   | Franco Moscone              | - Arcivescovo di Manfredonia-Vieste-San Giovanni Rotondo                |                   |
|                   | Francesco Neri              | - Arcivescovo di Otranto                                                |                   |
|                   | Giuseppe Russo              | - Vescovo di Altamura-Gravina-Acquaviva delle Fonti                     |                   |
|                   | Vito Angiuli                | - Vescovo di Ugento-Santa Maria di Leuca                                |                   |
|                   | Fabio Ciollaro              | - Vescovo di Cerignola-Ascoli Satriano                                  |                   |
|                   | Domenico Cornacchia         | Diocesi di Molfetta-Ruvo-Giovinazzo-Terlizzi                            |                   |
|                   | Fernando Tarcisio Filograna | - Vescovo di Nardò-Gallipoli                                            |                   |
|                   | Giuseppe Giuliano           | - Vescovo di Lucera-Troia                                               |                   |
|                   | Giuseppe Mengoli            | - Vescovo di San Severo                                                 |                   |
|                   | Sabino Iannuzzi             | - Vescovo di Castellaneta                                               |                   |
|                   | Luigi Mansi                 | - Vescovo di Andria                                                     |                   |
|                   | Vincenzo Pisanello          | - Vescovo di Oria                                                       |                   |
|                   | Vescovi emeriti             |                                                                         |                   |
|                   | Francesco Cacucci           | - Arcivescovo emerito di Bari-Bitonto                                   |                   |
|                   | Domenico Caliandro          | - Arcivescovo emerito di Brindisi-Ostuni                                |                   |
|                   | Domenico Umberto D'Ambrosio | - Arcivescovo emerito di Lecce                                          |                   |
|                   | Felice di Molfetta          | - Vescovo emerito di Cerignola-Ascoli Satriano                          |                   |
|                   | Donato Negro                | - Arcivescovo emerito di Otranto                                        |                   |
|                   | Mario Paciello              | - Vescovo emerito di Altamura-Gravina-Acquaviva delle Fonti             |                   |
|                   | Vincenzo Pelvi              | - Arcivescovo emerito di Foggia-Bovino                                  |                   |
|                   | Lucio Angelo Renna          | - Vescovo emerito di San Severo                                         |                   |
|                   | Giovanni Ricchiuti          | - Arcivescovo-vescovo emerito di Altamura-Gravina-Acquaviva delle Fonti |                   |
|                   | Filippo Santoro             | - Arcivescovo emerito di Taranto                                        |                   |
|                   | Michele Seccia              | - Arcivescovo emerito di Lecce                                          |                   |
|                   | Rocco Talucci               | - Arcivescovo emerito di Brindisi-Ostuni                                |                   |
|                   | Francesco Pio Tamburrino    | - Arcivescovo emerito di Foggia-Bovino                                  |                   |

### Vescovi delegati
- Dottrina della fede, l'annuncio e la catechesi: Francesco Neri, arcivescovo di Otranto
- Liturgia: Fabio Ciollaro, vescovo di Cerignola-Ascoli Satriano
- Servizio della carità e salute: Giovanni Intini, arcivescovo di Brindisi-Ostuni
- Clero e vita consacrata: Luigi Mansi, vescovo di Andria
- Laicato: Giuseppe Favale, vescovo di Conversano-Monopoli
- Famiglia e vita: Leonardo D'Ascenzo, arcivescovo di Trani-Barletta-Bisceglie
- Pastorale giovanile: Leonardo D'Ascenzo, arcivescovo di Trani-Barletta-Bisceglie
- Evangelizzazione dei popoli e cooperazione fra le Chiese: Fernando Filograna, vescovo di Nardò-Gallipoli
- Ecumenismo e dialogo interreligioso: Giuseppe Satriano, arcivescovo metropolita di Bari-Bitonto
- Educazione cattolica, scuola ed università: Michele Seccia, arcivescovo metropolita di Lecce
- Problemi sociali e lavoro, giustizia e pace: Giuseppe Mengoli, vescovo di San Severo
- Cultura e comunicazioni sociali: Sabino Iannuzzi, vescovo di Castellaneta
- Migrazioni: Domenico Cornacchia, vescovo di Molfetta-Ruvo-Giovinazzo-Terlizzi
- Affari giuridici: Vincenzo Pisanello, vescovo di Oria
- Tutela dei minori: Vincenzo Pisanello, vescovo di Oria
- Beni culturali ed edilizia di culto: Giuseppe Russo, vescovo di Altamura-Gravina-Acquaviva delle Fonti
- Tempo libero, turismo e sport: Giuseppe Giuliano, vescovo di Lucera-Troia
- Servizio per la promozione del sostegno economico alla Chiesa Cattolica: Ciro Miniero, arcivescovo metropolita di Taranto

### Commissione per il seminario regionale
- Presidente: Giovanni Intini, arcivescovo di Brindisi-Ostuni
- Delegato per la formazione spirituale e pastorale: Domenico Cornacchia, vescovo di Molfetta-Ruvo-Giovinazzo-Terlizzi
- Delegato per l'amministrazione: Vincenzo Pisanello, vescovo di Oria

### Cronotassi dei presidenti
- Ernesto Mazzella, arcivescovo metropolita di Bari e Canosa (1892 - 1897)
- Pietro Jorio, arcivescovo metropolita di Taranto (1897 - 1908)
- Giulio Vaccaro, arcivescovo metropolita di Bari e Canosa (1908 - 1924)
- Orazio Mazzella, arcivescovo metropolita di Taranto (1927 - 1934)
- Cornelio Sebastiano Cuccarollo, arcivescovo metropolita di Otranto (1935 - 1952)
- Enrico Nicodemo, arcivescovo metropolita di Bari e Canosa (1952 - 1973)
- Guglielmo Motolese, arcivescovo metropolita di Taranto (1974 - 1987)
- Andrea Mariano Magrassi, arcivescovo metropolita di Bari-Bitonto (1987 - 1994)
- Benigno Luigi Papa, arcivescovo metropolita di Taranto (1994 - 1999)
- Cosmo Francesco Ruppi, arcivescovo metropolita di Lecce (8 giugno 1999 - 29 gennaio 2008)
- Francesco Cacucci, arcivescovo metropolita di Bari-Bitonto (29 gennaio 2008 - 11 giugno 2018)
- Donato Negro, arcivescovo di Otranto (11 giugno 2018 - 6 giugno 2023)
- Giuseppe Satriano, arcivescovo metropolita di Bari-Bitonto, dal 6 giugno 2023

## Diocesi pugliesi soppresse
- Diocesi di Alessano
- Diocesi di Arpi
- Diocesi di Biccari
- Diocesi di Bitetto
- Diocesi di Canne
- Diocesi di Canosa
- Diocesi di Carmeiano
- Diocesi di Castro di Puglia
- Diocesi di Dragonara
- Diocesi di Eca
- Diocesi di Egnazia Appula
- Diocesi di Erdonia
- Diocesi di Fiorentino
- Diocesi di Lesina
- Diocesi di Minervino
- Diocesi di Montecorvino
- Diocesi di Mottola
- Diocesi di Polignano
- Diocesi di Salpi
- Diocesi di Tortiboli
- Diocesi di Vulturara